# ピッツフィールド・コロニアルズ
ピッツフィールド・コロニアルズ（Pittsfield Colonials）は、プロ野球独立リーグのカナディアン・アメリカン・リーグに加盟していた野球チーム。本拠地は、アメリカ合衆国マサチューセッツ州ピッツフィールド。
2008年までの名称はナシュア・プライド（Nashua Pride）、2009年の名称はアメリカン・ディフェンダーズ・オブ・ニューハンプシャー（American Defenders of New Hampshire）。ニューハンプシャー州ナシュアのホルマン・スタジアムを本拠地としていた。

## 歴史
1998年にチーム創設。同年から2005年まではアメリカの独立リーグであるアトランティックリーグに所属し、2000年にはリーグ優勝を達成。
2006年にカナディアン・アメリカン・リーグに移籍。
2006年7月29日のホームゲームでは、地元ニューハンプシャー州出身のアルペンスキー選手ボード・ミラーが選手として試合に出場した（2007年8月、2008年7月にも再び出場）。
2007年1月、近鉄、オリックスでプレーした岡本晃が入団した。同年、同じく日本人投手の長坂秀樹が入団した。長坂と岡本は先発の軸として活躍（岡本9勝2敗、長坂10勝1敗）し、チームは見事優勝を飾った。
ナシュア・プライドはボストン・レッドソックスと同じニューイングランド地方にあり、レッドソックスが2006年オフに松坂大輔を獲得した後、ナシュア・プライドも日本人の岡本を獲得。2007年シーズン開始前、ナシュア・プライドのジョン・スタバイル2世オーナーがレッドソックスのジョン・ヘンリーオーナーと「松坂と岡本の勝ち星はどっちが多いか」との賭けをもちかけた。岡本が勝てば勝利数分のフェンウェイ・パーク内高級クラブ席での無料観戦を要求し、松坂が勝てばフェンウェイ・パークをフロント全員で掃除するとブチ上げた。結果は松坂が13勝（9月時点、最終的に15勝）で、全日程終了した岡本は9勝と、松坂の勝ちが確定したため、球団フロント全員でフェンウェイ・パークを掃除すると約束した。
2011年オフ、20万ドルの融資枠を確保できなかったことでオーナー会議でリーグを脱退させられ、チームは解散した。

## 過去に所属していた選手
- ルイス・アキーノ（1998、元：近鉄）
- ブレンダン・ドネリー（1999）
- ホセ・マラベ（1999 - 2002、元：横浜）
- ピート・インカビリア（2000、元：千葉ロッテ）
- ウィル・フリント（2000、元：大阪近鉄）
- ジミー・ハースト（2001、2005、元：広島）
- エンリケ・ラミレス（2003、元：中日）
- ジョニー・ラフィン（2003、元：近鉄）
- メルビン・ニエベス（2003、元：福岡ダイエー）
- ダンテ・ビシェット（2004）
- オーランド・ミラー（2005）
- 岡本晃（2007、元：近鉄、オリックス）
- 長坂秀樹（2007）
- 矢野英司（2007 - 2008、元：横浜、近鉄、東北楽天）
- イスマエル・カストロ (2009)
- マット・ホワイト（2010、元：横浜）